# Nyssodrysternum zonatum
Nyssodrysternum zonatum är en skalbaggsart som beskrevs av Monné 1985. Nyssodrysternum zonatum ingår i släktet Nyssodrysternum och familjen långhorningar. Inga underarter finns listade i Catalogue of Life.